# Nadisepa chondong
Nadisepa chondong är en fjärilsart som beskrevs av Cowan 1956. Nadisepa chondong ingår i släktet Nadisepa och familjen juvelvingar. Inga underarter finns listade i Catalogue of Life.